# 河東村 (京都府)
河東村（かわひがしむら）は、かつて京都府加佐郡にあった村。現在の福知山市大江町の南東部、由良川の右岸にあたる。

## 地理
- 山岳：烏ヶ岳、鬼ヶ城、陣取山
- 河川：由良川

## 歴史
- 1889年（明治22年）4月1日 - 町村制の施行により、南山村・夏間村・在田村・常津村・尾藤村・千原村の区域をもって加佐郡河東村が発足。
- 1951年（昭和26年）4月1日 - 河守町に編入。同日河東村廃止。河守町は即日改称して大江町となる。

## 行政

### 歴代村長
| 代   | 在職期間       | 名前         |
| ---- | -------------- | ------------ |
| 1代  | 1889年～1893年 | 玉城利兵衛   |
| 2代  | 1893年～1897年 | 中岡吉兵衛   |
| -    | 1897年         | 玉城利兵衛   |
| 3代  | 1897年～1900年 | 塩見政十郎   |
| 4代  | 1900年～1902年 | 塩見平左衛門 |
| 5代  | 1902年～1908年 | 桑原三右衛門 |
| 6代  | 1908年～1912年 | 友重松蔵     |
| -    | 1912年～1916年 | 玉城利兵衛   |
| -    | 1916年～1918年 | 友重松蔵     |
| 7代  | 1918年～1920年 | 塩見喜平治   |
| 8代  | 1920年～1921年 | 織田時蔵     |
| 9代  | 1921年～1923年 | 高橋良太郎   |
| 10代 | 1924年～1925年 | 塩見信十郎   |
| 11代 | 1925年～1927年 | 小近太郎     |
| 12代 | 1927年～1929年 | 宮川藤吉     |
| 13代 | 1929年～1931年 | 中岡半次郎   |
| 14代 | 1931年～1946年 | 塩見一男     |
| 15代 | 1947年～1949年 | 中岡三蔵     |
| -    | 1949年～1951年 | 宮川藤吉     |

出典は『大江町史 通史編 下巻』